# برنی همیلتون
برنی همیلتون (انگلیسی: Bernie Hamilton؛ ۱۲ ژوئن ۱۹۲۸ – ۳۰ دسامبر ۲۰۰۸) بازیگر اهل ایالات متحده آمریکا بود.
از فیلم‌هایی که وی در آن نقش داشته‌است، می‌توان به جزیره اسرارآمیز اشاره کرد.